# ニッサン・インゲル
ニッサン・インゲル（Nissan Engel、本名：Nissan Engel、1931年 -2016年 ）は、イスラエルの画家。世界中でコラージュ画の第一人者の一人として、数えられている。

## 略歴
1931年、商人であるハンガリー人の父と、イスラエルで15代続く家系の一員として育った母のもと、イスラエルの小さな港町ハイファで生まれる。
ニッサン・インゲルは、エルサレムの名門であるベツァルエル美術デザイン学院を卒業後、フランスのストラスブールにある国立東部演劇センターで舞台装飾、衣装を学ぶ。
そして1950年代前半にパリに移住。
幼い頃から独学で描いてきた絵画も本格的に創作するようになり、25歳になった1960年、初めての個展をパリのアンドレウィルギャラリーにおいて開催する。この初めての個展が、大きな波紋をよび、多くの人々の心を魅了し、ヨーロッパ中で大絶賛を浴びる大成功を収めたのであった。
そうして1960年代に数々の個展を成功させ、1965年にニューヨークに移住した。
パリ、ニューヨークで10年間、創作活動に専念。ピカソ、カンディンスキーや抽象画家からの影響を受ける。また聖書やユダヤ教のシンボルにも興味を持ち、ニューヨーク州、ニュージャージー州、メリーランド州などにあるユダヤ教会から協会のステンドグラスの制作依頼を受けた。そのことがきっかけとなり、インゲルの中でアートに関する考え方が大きく変化していったと言われている。
それは、イスラエルやフランス時代に学んだ舞台芸術での動きによるフィーリング、ライトの効果、影の陰影、テクスチャー、ムードの出し方などの総合的な技術に加えて、新たなるデザインの道を示唆してくれるものであり、アートは「絵を描く」という状態だけではないというインゲル独自の絵画表現に対する本質を形成していくこととなったのである。
1975年、再びパリに戻り、新たな作品の表現方法を模索する。
そのような中、偶然ノミの市で見た古い楽譜のその美しさとエレガントさに魅せられることとなる。楽譜の音符が自分の描いてきた飾り文字に似ていることに気付き、その楽譜を実際に紙の上に置き、重ね合わせてコラージュ（切り貼りの要素として用いてみた。一枚の楽譜との出会い、そしてコラージュするという偶然が、インゲルの中で運命の必然になった瞬間である。まさにこの瞬間こそが、インゲル特有の音楽的感性によるコラージュ作品が響き始めたイントロダクションとなる。作品に使われている音楽表記のコラージュ）は、まるで交響曲を奏でるように美しいハーモニーとなって表現される。子供のころからフルートを習っていた彼にとって、音楽はきわめて身近な存在であり、絵画制作においても伴奏的な役割を果たしているのである。
現在、インゲルはフランス・ノルマンディー地方にある古い邸宅をアトリエとして購入し、日々創作活動に打ち込んでいる。ここは、かつて巨匠モネがアトリエを構えた地ではあるものの、インゲルがここをアトリエにすると決めた理由は、この邸宅を引き渡された際、前のオーナーが残して行って荷物の中に、偶然にも25年前の自分の作品を紹介した記事があったからだと言う。このことにインゲルは運命的なものを感じ、豊かな自然に囲まれたこの場所を創作の拠点とすることに決めている。
ニッサン・インゲルは「創作のためには努力を怠らない。それは自分自身への挑戦でもある。そして人生は全てを達成するには余りにも短すぎる」と語っている。

## 所蔵美術館
- オルブライト＝ノックス美術館(N.Y.)
- アーティゾン美術館(東京)※旧ブリヂストン美術館
- デトロイト美術館(デトロイト)
- フレスノ・アートミュージアム(カリフォルニア)
- ユダヤ博物館(N.Y.)
- ムスカレル・アートミュージアム(バージニア)
- スランバーガー財団(パリ)
- エルフアトケム・コーポレーション
- ワイツマン科学研究所(イスラエル)

## 画集
- 『Nissan Engel』（フランス語）ISBN 291716025X